# Esplanade Charles-de-Gaulle (Nîmes)

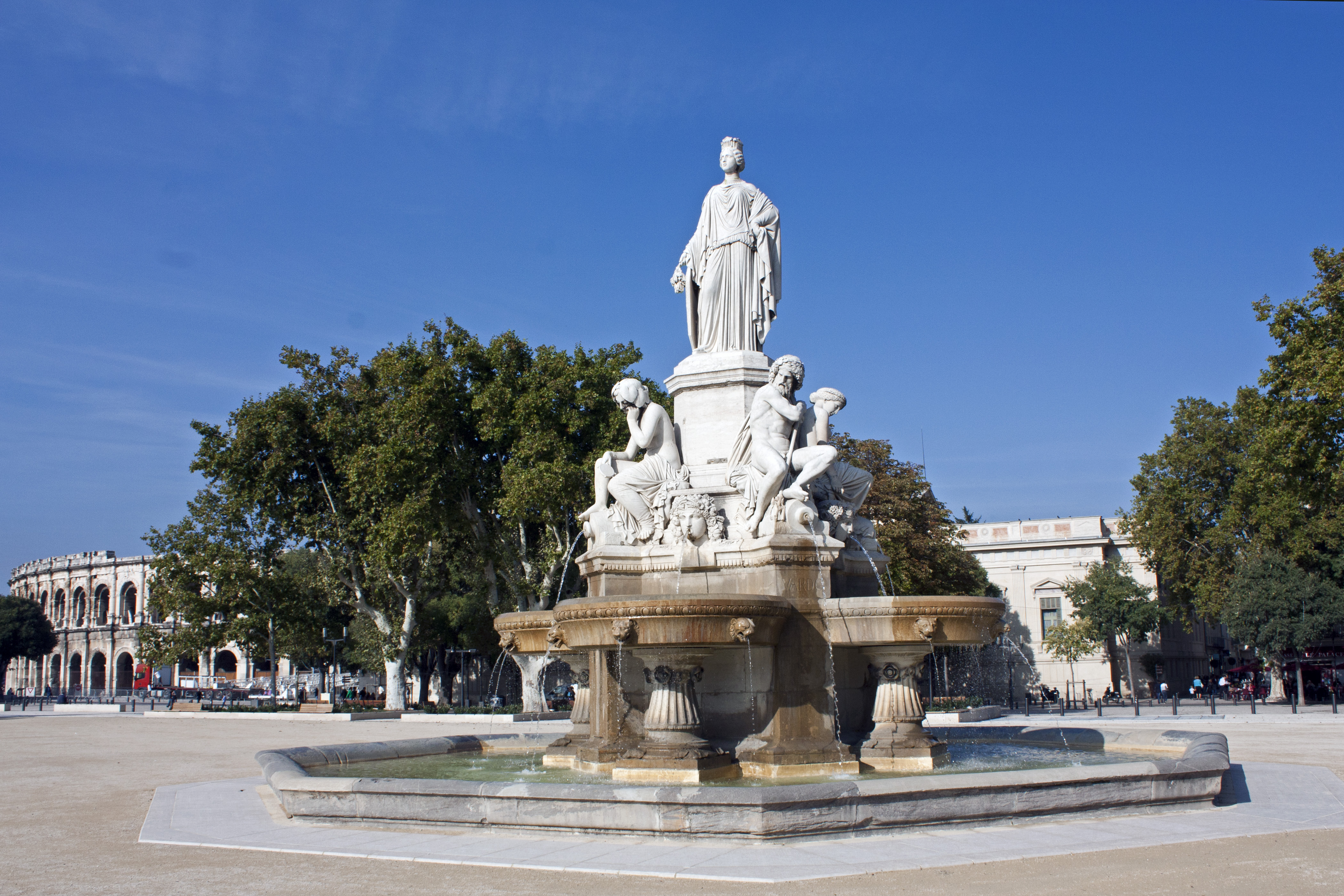
La fontaine Pradier, au centre de l'esplanade.

Pour les articles homonymes, voir Esplanade Charles-de-Gaulle.
L'esplanade Charles-de-Gaulle est une place majeure du centre-ville de Nîmes, dans le département du Gard. 

## Situation et accès
Elle se situe  entre la gare et les arènes de Nîmes, prolongeant l'avenue Feuchères vers le quartier de l'Écusson.

## Origine du nom
Cette voie porte le nom du militaire, résistant, homme d'État et écrivain français Charles de Gaulle (1890-1970).

## Historique
La création de l'esplanade remonte à la première moitié du XVIe siècle, lorsque le consul Jacques d'Albenas souhaite pourvoir la ville d'une plate-forme destinée aux exercices de l'artillerie. L'espace alors aménagé au sud de la porte de la couronne sert également à la réception officielle de personnalités en visite dans la ville.
Si quelques aménagements sont réalisés au XVIIe siècle, ce n'est qu'à partir du XIXe siècle que l'esplanade devient un véritable lieu de promenade. En 1841, le conseil municipal nîmois décide l'aménagement de l'avenue Feuchères ainsi que celui de l'esplanade, dont sa mise à niveau avec l'actuel boulevard de la libération. De nouvelles allées semi-circulaires sont alors bordées de massifs d'arbres, de fleurs et de balustrades. Ces aménagements s'achèvent en 1851 avec l'inauguration de la fontaine monumentale du sculpteur James Pradier.
De 1968 à 1971, un parking souterrain est aménagé sous l'esplanade. Une trémie est créée pour l'accès à ce parking. Elle est supprimée en 2010, lors de l'opération Arènes-Esplanade-Feuchères. Le réaménagement complet de l'esplanade est alors conduit par le paysagiste Alain Marguerit. Conçue comme un véritable jardin ouvert sur la ville, le nouvel espace est inauguré le 7 avril 2012.

## Bâtiments remarquables et lieux de mémoire
L'esplanade contemporaine représente un espace d'une superficie totale de 3 hectares. L'élément central reste la fontaine Pradier, qui représente sous forme allégorique la ville de Nîmes, entourée de quatre cours d'eau majeurs de la région nîmoise. Un vaste espace triangulaire en stabilisé entoure le bassin. Au sud s'étalent bancs, pelouses, plantes et arbres méditerranéens, ainsi que des pergolas recouvertes de bambous. Plusieurs kiosques, dont une antenne de l'office de tourisme, rythment l'ensemble. Un canal d'une largeur d'1,40 m débute également sa course puis emprunte l'avenue Feuchères, pour arriver devant la gare. Au nord s'étend une zone plus minérale bordée de micocouliers et de platanes.
Plusieurs édifices majeurs entourent l'esplanade, dont les arènes à l'ouest, le palais de justice au nord ou encore l'église Sainte-Perpétue et Sainte-Félicité à l'est.